# Hudson (Ohio)
Pour les articles homonymes, voir Hudson.
Hudson est une ville américaine du comté de Summit dans l'Ohio. Il y a 22 439 habitants en 2000.

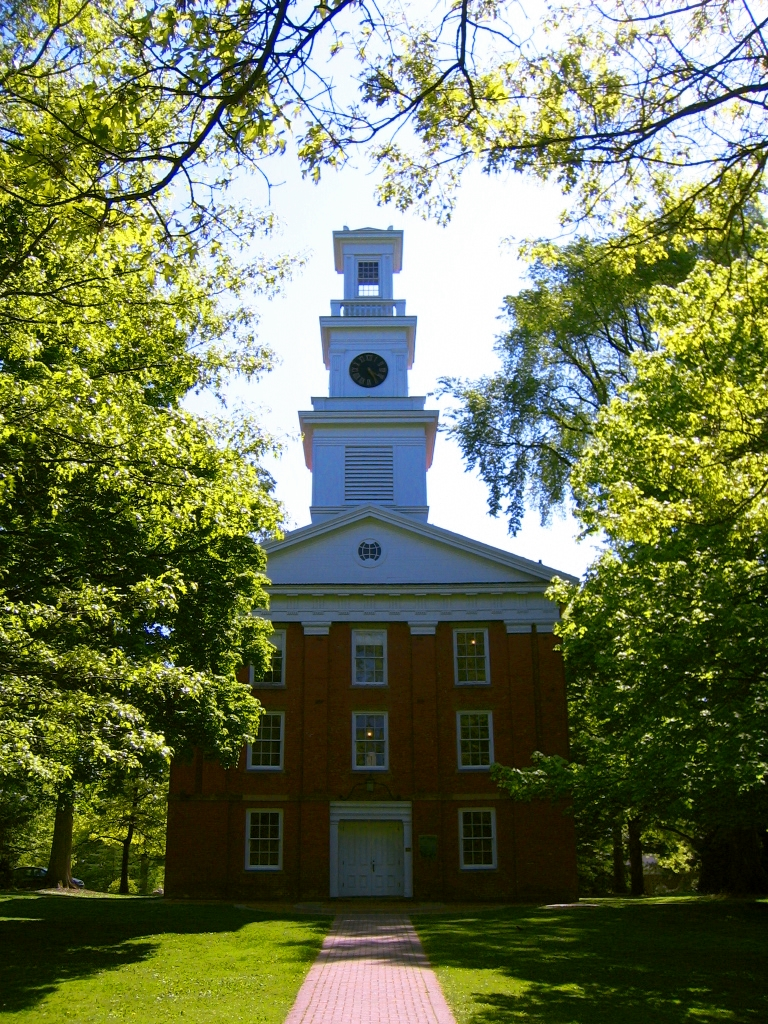
Chapelle de la Western Reserve Academy à Hudson, Ohio

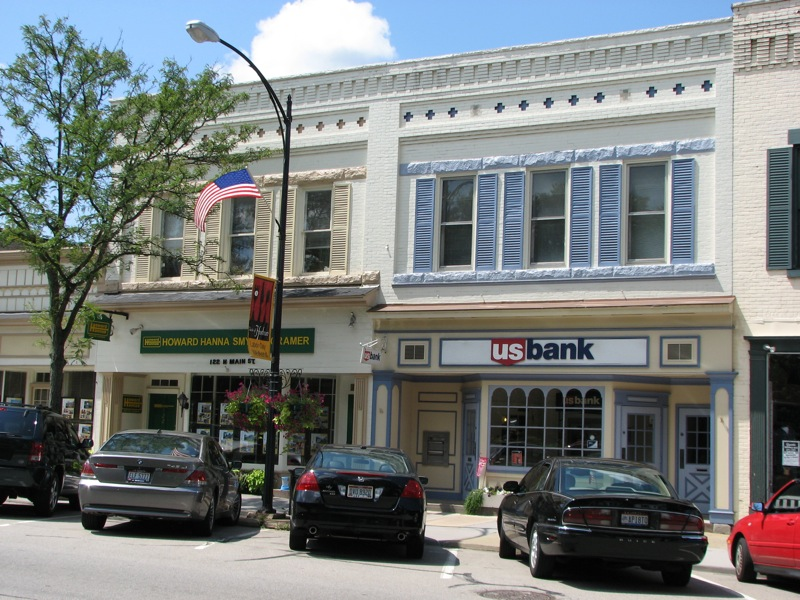
The Howard Hanna Smythe Cramer and US Bank

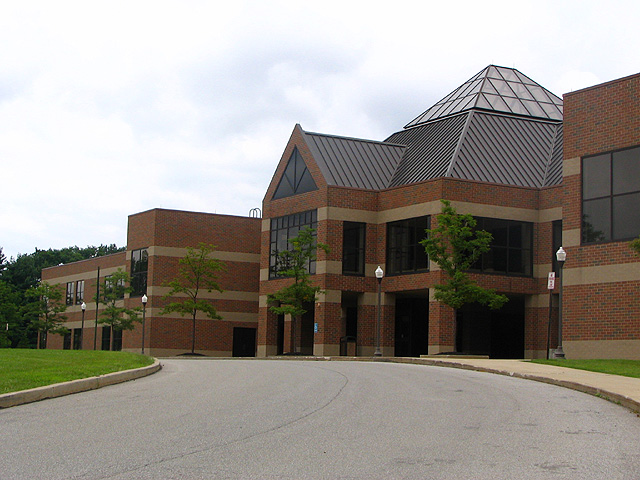
Hudson High School